# Adolf Woliński
Adolf Woliński (* 1821; † 13. März 1895) war ein polnischer Architekt und ein Vertreter des Historismus (Gründerzeitstil). Er arbeitete vorwiegend in Warschau und schuf hier eine Vielzahl von Gebäuden, vor allem elegante Mietshäuser im Stil der Neogotik und Neorenaissance an den Prachtstraßen Aleje Jerozolimskie und Ulica Marszałkowska. Am Plac Trzech Krzyży (genau: Ulica Żurawia 2) baute er für den Zuckerbaron Fuchs ein großzügiges Mietshaus. Unter Woliński entstanden auch der mächtige Zamoyski-Palast an der Ulica Nowy Świat sowie – ebenfalls nach einem Projekt von Henryk Marconi – der Wielkopolski-Palast in Chroberz. Er errichtete den Pavillon des Roten-Kreuz-Krankenhauses (poln.: Szpitala Polskiego Czerwonego Krzyża) in der Ulica Smolna 6 und leitete den Umbau des Hôtels de Saxe. 1885 entwarf er ein Projekt für das Warschauer Nationalmuseum, das jedoch nicht verwirklicht wurde. Im Jahr 1856 erhielt er das Diplom eines Baumeisters III. Klasse und in den Jahren von 1859 bis 1861 lehrte er Zeichnen an der Schule der Schönen Künste Warschau. Woliński lebte zeitweise in dem Mietshaus Nowy Świat 7 und wurde wahrscheinlich auf dem Powązki-Friedhof in Warschau beigesetzt.